# Scripted
| Recensione    | Giudizio |
| ------------- | -------- |
| About.com     |          |
| Allmusic      |          |
| Cross Rhythms |          |

Scripted è l'album di debutto del gruppo alternative rock statunitense Icon for Hire, pubblicato il 23 agosto 2011 dalla Tooth & Nail Records. Nella prima settimana dalla pubblicazione, l'album vendette 4 300 copie, battendo il record di copie vendute per un disco della Tooth & Nail Records.

## Tracce
Testi e musiche di Icon for Hire, tranne dove indicato.
1. Overture (Instrumental) – 0:29 (Hawkins)
2. Theatre – 2:42 (Icon for Hire)
3. Make a Move – 3:03 (Icon for Hire)
4. Get Well – 2:57 (Icon for Hire, Sprinkle)
5. The Grey – 3:27 (Icon for Hire)
6. Off with Her Head – 3:05 (Icon for Hire, Joshua Davis)
7. Fight – 3:00 (Icon for Hire, Sprinkle, Ben Kasica)
8. Up in Flames – 2:48 (Icon for Hire, Sprinkle, Christopher Stephens)
9. Iodine – 2:32 (Icon for Hire)
10. Only a Memory – 3:50 (Icon for Hire, Joshua Davis) – originariamente pubblicata come "Pernilla"
11. Pieces – 3:54 (Icon for Hire, Hawkins)

Tracce bonus dell'edizione giapponese
1. Fall Apart – 3:15 (Icon for Hire, Joshua Davis)
2. Call Me Alive – 4:47 (Icon for Hire, Joshua Davis)

## Formazione
- Ariel Bloomer – voce
- Shawn Jump – chitarra
- Adam Kronshagen – batteria

### Personale aggiuntivo[2]
- Matt Carter – basso
- Rob Hawkins – basso, chitarra, programmazione, sintetizzatore
- Aaron Sprinkle – tastiere, percussioni, programmazione

## Classifiche
| Classifica (2011) | Posizione massima |
| ----------------- | ----------------- |
| Billboard 200     | 95                |
| US Top Rock       | 22                |
| US Christian      | 5                 |
| US Alternative    | 16                |
| US Hard Rock      | 7                 |